# Naves (Oviedo)
Naves es una aldea y una parroquia del municipio de Oviedo, Asturias (España).
En sus 1,83 km² habitan un total de 94 habitantes (INE 2019) e incluye a las siguientes entidades de población: Argaña, Cabaña, Carnicería, Cortina, La Llama, Llaneza y Naves.
Dista de la capital 7,8 km

## Límites
- al norte Limanes, al este Box, al sur Agüeria y, al oeste, Bendones.

Los cultivos más productivos en el siglo XIX eran el trigo, maíz, escanda y habas. La producción anual era de 3400 fanegas.
Durante la guerra civil española fue escenario principal porque desde La Grandota los republicanos bombardearon Oviedo.[cita requerida]
Actualmente el alcalde de barrio es D. Ramón Huerta.
La Asociación de vecinos de Nuestra Señora del Carmen de San Pedro de Naves se encarga de mantener las relaciones entre los vecinos de toda la parroquia y el Ayuntamiento. 

## Demografía
| Año       | 2000 | 2001 | 2002 | 2003 | 2004 | 2005 |
| Población | 122  | 111  | 100  | 106  | 104  | 96   |

## Personajes célebres
- Andrés Náves Álvarez (*Cortina, 1839 - †Valladolid, 1910: misionero agustino y botánico destinado en Filipinas donde estudió la flora. Entre otros escritos propios cabe mencionar su colaboración con la Enciclopedia Espasa.